# Auxiliaire aux services de santé et sociaux
L'auxiliaire aux services de santé et sociaux est chargé(e) des soins sociaux, sanitaires, psychologiques et éducatifs des personnes en difficulté dans les activités de la vie courante (physiques et sociales).

## Rôle
Son rôle est d'assister et d'accompagner, dans diverses activités, le groupe cible : les personnes sans abri, les personnes sans soutien physique et moral, les enfants menacés, ainsi que les personnes en situation de détresse nécessitant une attention particulière.  Les auxiliaires accompagnent ces personnes afin de les former à l'autonomie et de les aider à développer des compétences sociales et personnelles afin qu'elles réussissent à s'intégrer dans la vie sociale, économique et familiale, selon le projet individuel de chacun.

## Intérêts, aptitudes et types de personnalité nécessaires
Pour exercer ce métier, certaines qualités sont exigées telles qu'avoir une facilité à communiquer, une capacité d’écoute, ainsi qu'être responsable et organisé. Une bonne condition physique est également souhaitée.

## Formation académique
La formation est dispensée dans les Instituts de formation en soins infirmiers publiques et privées, sous la tutelle du Ministère des affaires sociales et de la Santé. Les études durent environ deux ans. Les enseignements se présentent sous forme de cours théoriques, de travaux pratiques et de stages .
Plusieurs modules (unité d'enseignement universitaire) composent cet enseignement tels que la psychologie, l'anatomie, la pharmacologie, la microbiologie et les soins infirmiers.

## Catégories visées
Les auxiliaires aux services de santé et sociaux s'occupent notamment des personnes âgées et/ou handicapées, de personnes souffrant de troubles, de psychoses et d'addictions ainsi que de personnes en situation de détresse sociale ou en fin de vie.

## Les principaux lieux de travail
Les lieux de travail de l'auxiliaire aux services de santé et sociaux sont variés. Le travail se fait dans divers lieux ou établissements tels que les hôpitaux publics, les cliniques privées, les centres de santé (publics ou privés), les maisons de retraite, les associations spécialisées dans la prise en charge des personnes en situation de handicap, les ONG (organisations non gouvernementales), les associations humanitaires, les centres de rééducation et de réhabilitation ou les centres d'hébergement et de réinsertion sociale.

## Perspectives d'évolution
Après quelques années d’expérience et une formation complémentaire, il est possible de devenir :
- Éducateur de jeunes enfants
- Éducateur spécialisé
- Technicien d’intervention sociale et familiale

Après cinq ans d'expérience dans le secteur hospitalier ou médico-social, l'auxiliaire peut se présenter au concours d’entrée dans un institut de formation en soins infirmiers.
Après l'obtention du diplôme, il est possible de se spécialiser en (puériculture) ou d'évoluer vers des postes d'encadrement (direction de soins, cadre de santé...)

## Appellations
Auxiliaire aux services de santé et sociaux sont également connus sous plusieurs noms dans différents pays comme la Tunisie, l'Algérie,Maroc,Québec, et la Suisse.
- Auxiliaire en santé et services sociaux
- Auxiliaire médical
- Auxiliaire de vie
- Infirmière auxiliaire
- Aide en soins et accompagnement
- Accompagnant éducatif et social
- Accompagnement médico-social